# Flughafen Vance W. Amory International

i8
i11
i13
Der Flughafen Vance W. Amory International (offiziell englisch Vance Winkworth Amory International Airport, frühere Namen: Newcastle Airport, Bambooshay Airport, IATA-Code: NEV, ICAO-Code: TKPN) ist der kleinere der beiden internationalen Flughäfen im Staat St. Kitts und Nevis. Er liegt im Parish Saint James Windward im Norden der Insel Nevis zwischen der Meeresküste und der Ortschaft Newcastle, etwa 13 Kilometer nordöstlich der Inselhauptstadt Charlestown. Der Flughafen ist nach Vance Amory benannt, einem ehemaligen Premier des Teilstaates Nevis.

## Geschichte
Der Flughafen wurde 1956 eröffnet und führte zunächst die Namen „Bambooshay Airport“ bzw. „Newcastle Airport“. Anlässlich der Fertigstellung eines neuen Towers und des modernisierten Terminals erhielt der Flughafen am 19. September 2002 seinen jetzigen Namen. Erneute Modernisierungen und weitere Ausbauten sind ab 2024 geplant.
Betreiber des Flughafens ist seit 1997 die Nevis Air and Sea Ports Authority.

## Flughafenanlagen
Die einzige Start- und Landebahn des Flughafens verläuft in Ost-West-Richtung, ist asphaltiert und hat eine Länge von 1221 Metern. Sie ist für beide Richtungen mit Endbefeuerung (REIL) und Pistenrandbefeuerung hoher Intensität (HIRL) ausgerüstet. Anflugbefeuerung und Präzisions-Anflug-Gleitwinkelbefeuerung (PAPI) gibt es jedoch nur in West-Ost-Richtung (Bahn 10), weshalb die Start- und Landebahn in Gegenrichtung (Bahn 28) ausschließlich bei Tag genutzt werden darf.
Südlich der Start- und Landebahn und mit dieser durch zwei kurze Rollbahnen verbunden liegt das Flughafenvorfeld. Auf dessen Südseite befinden sich Terminal und Tower des Flughafens.

## Fluggesellschaften und Ziele
Mehrere regionale Fluggesellschaften wie Cape Air, Trans Anguilla Airways oder Winair fliegen den Flughafen Vance W. Amory von anderen Flughäfen in der Karibik aus an.